# Вельїска
Вельїска (ісп. Vellisca) — муніципалітет в Іспанії, у складі автономної спільноти Кастилія-Ла-Манча, у провінції Куенка. Населення — 149 осіб (2010).
Муніципалітет розташований на відстані близько 80 км на південний схід від Мадрида, 60 км на захід від Куенки.

## Демографія
Динаміка населення (INE ):

## Галерея зображень

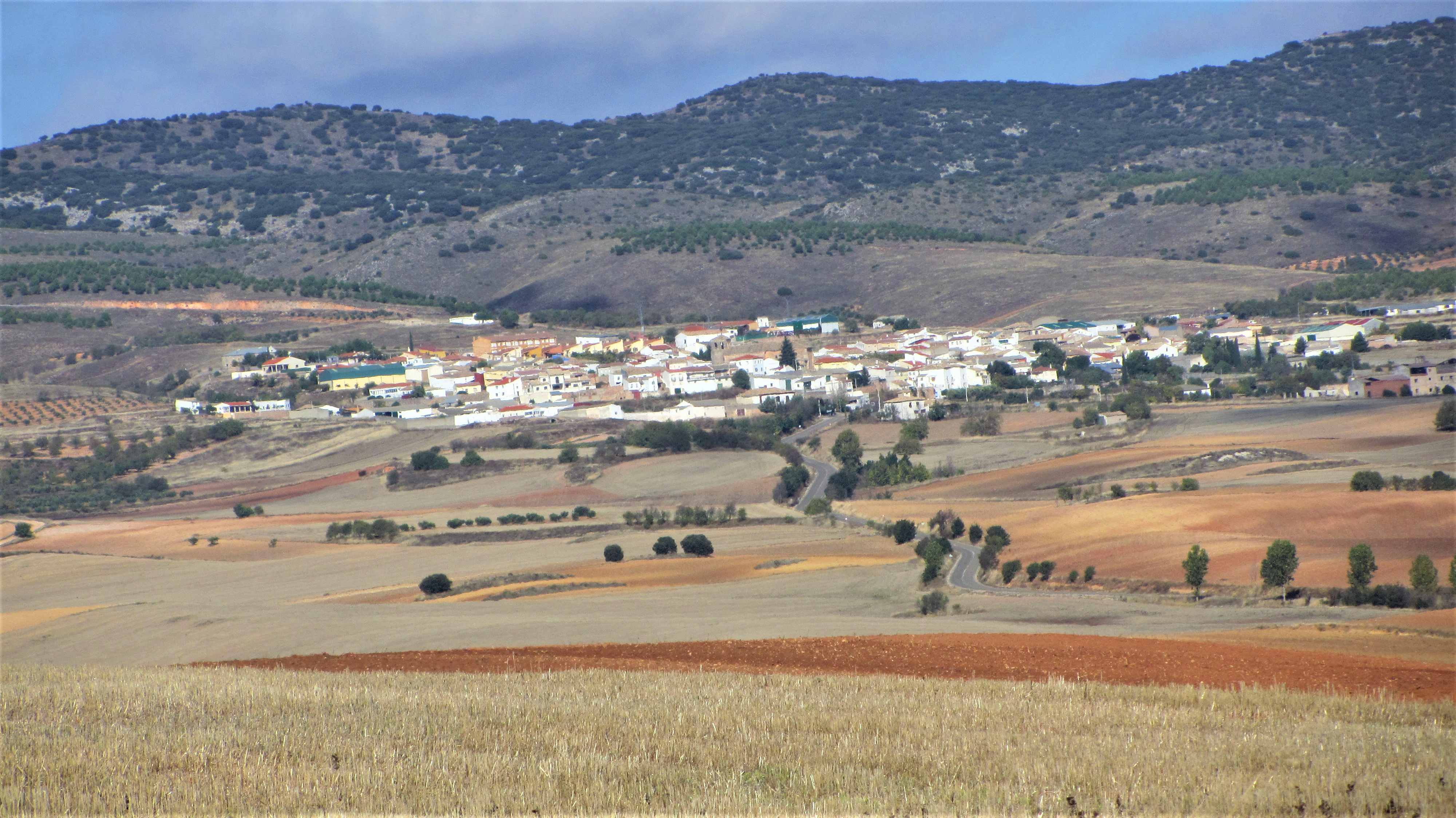
Panoramic
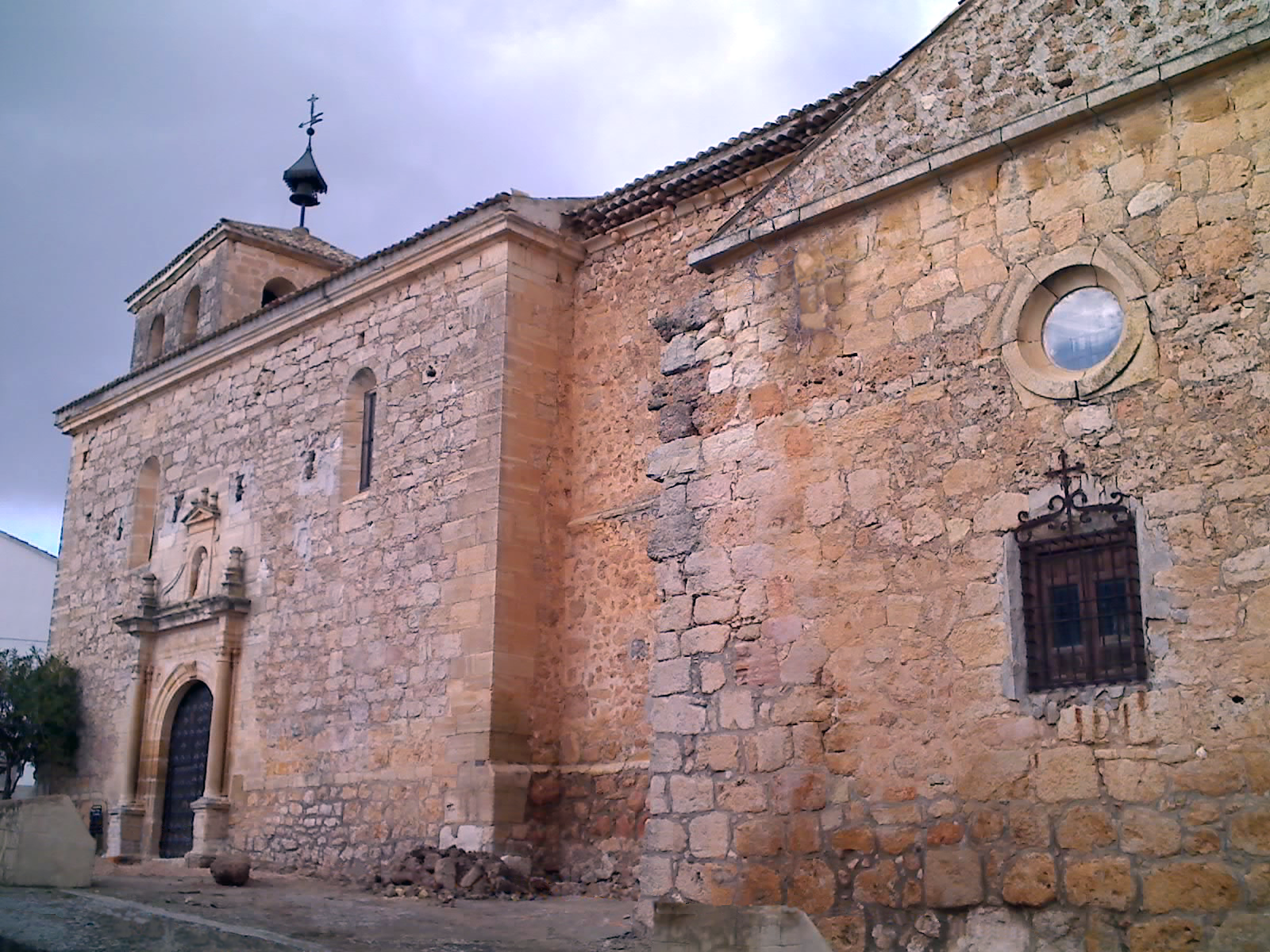
Iglesia de Ntra. Sra. de la Asunción
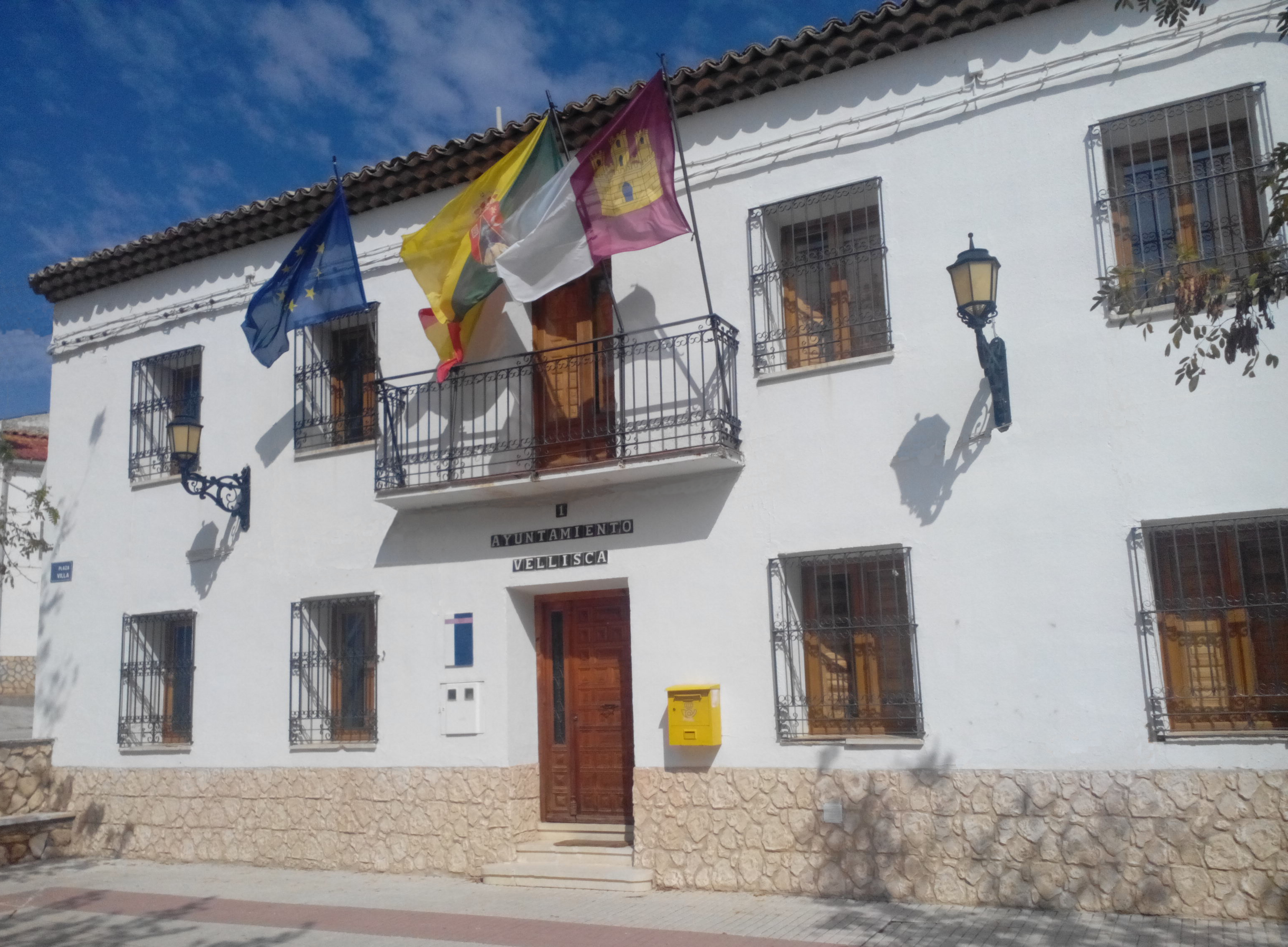
Ayuntamiento
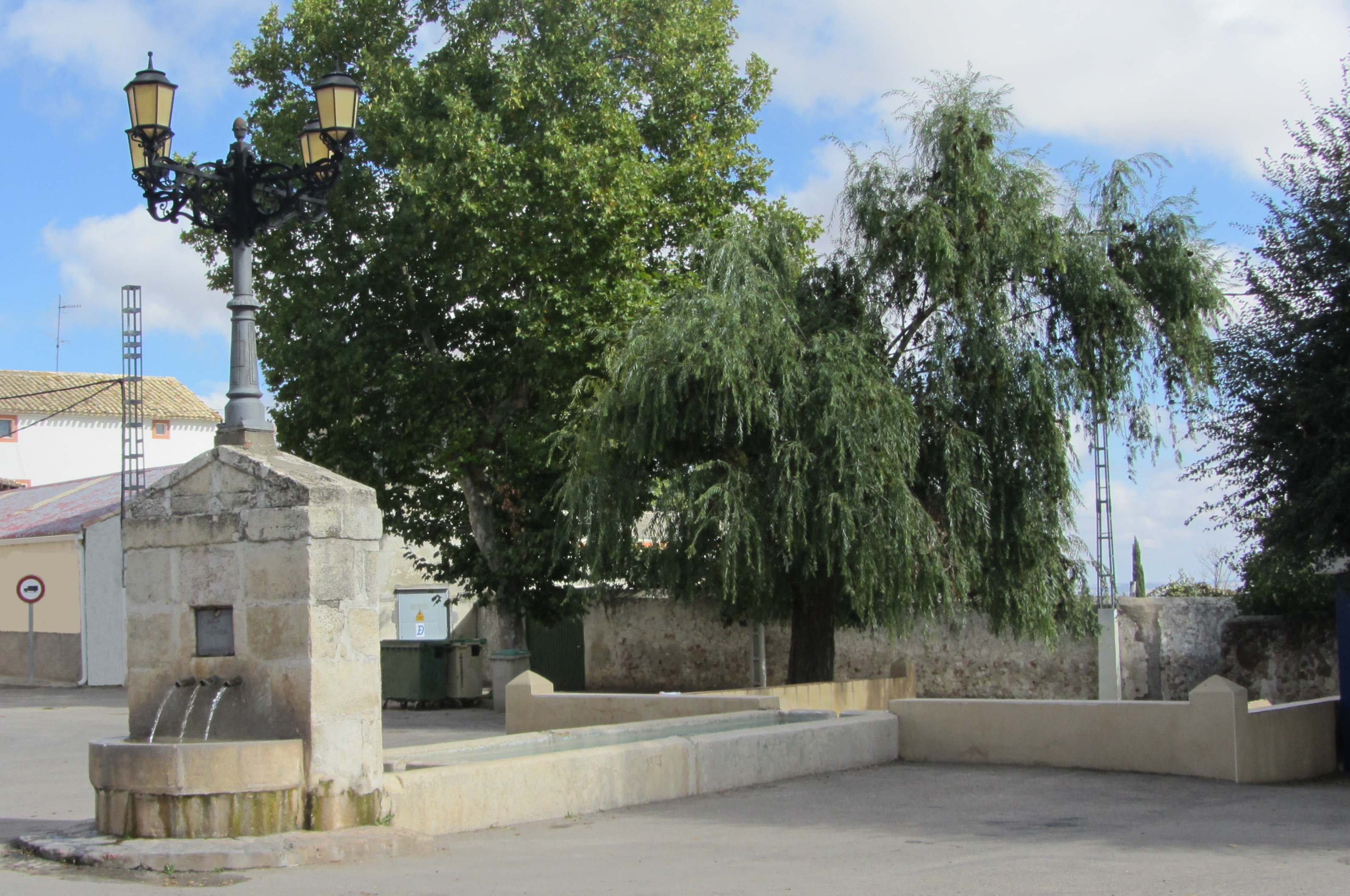
Fuente